# Lamborghini Urraco
La Lamborghini Urraco est une voiture de sport du constructeur automobile italien Lamborghini. Il s'agit d'un coupé quatre places, dessiné par le designer Marcello Gandini pour le carrossier Bertone. L'ingénieur Paolo Stanzani considère l'Urraco comme la Lamborghini la plus innovante conçue sous sa responsabilité.

## Présentation
Elle est présentée lors du salon de l'automobile de Turin en automne 1970 mais, à cause de problème techniques et financiers (Lamborghini cède 51 % de la société en 1972), ne sera commercialisée qu'à partir de 1973, en plein choc pétrolier.
L'Urraco sera produite en quatre modèles : P250, P250 Tipo 111, P200 et P300. « Urraco » désigne un « petit taureau » en tauromachie espagnole, alors que la désignation « P », qui signifie « Posteriore » (position arrière), est suivie de la cylindrée du moteur.
Ils disposent tous d'un moteur V8 monté transversalement. La boîte de vitesses est montée sur le côté gauche du moteur, dans le prolongement du bloc, dispose de cinq rapports, et est couplée à un différentiel Lamborghini. Le châssis en acier constitue avec la carrosserie une structure monocoque. L'Urraco est également dotée de suspensions indépendantes sur les quatre roues, de freins autoventilés et de jantes en magnésium.

## Modèles

### P250
Trois prototypes sont construits dès le début des années 1970 et l'Urraco P250, premier modèle de la série, sera produite à 520 exemplaires entre 1973 et 1976. Elle dispose du nouveau V8 en aluminium Tipo L240 de 2 462 cm3 qui permet une vitesse maximale de 230 km/h. La P250 pèse 1 100 kg, ce qui est relativement léger.
L'équipement de série comprend la climatisation, les vitres électriques et teintées, une sellerie en cuir et une installation radio.
« Urraco Bob » est un des trois prototypes de la P250 modifiée en 1973 par le néozélandais Bob Wallace (en) (pilote d'essais Lamborghini de 1964 à 1975).

### P250 Tipo 111
La P250 Tipo 111, ou Urraco P111, est une version de la P250 développée exclusivement pour le marché américain en 1975 pour se conformer aux nouvelles normes anti-pollution. En dehors de la climatisation et des vitres électriques, elle dispose, entre autres, d'un équipement anti-pollution, de pare-chocs renforcés, et de phares anti-brouillard. La puissance du moteur en est réduite de 220 à 180 ch.
Avec ses performances ainsi amoindries, la P111 ne rencontrera pas le succès et seuls 21 exemplaires seront construits.

### P200 et P300
Les P200 et P300 sont présentées au salon de Turin 1974. L'Urraco P200, dotée d'un V8 de 2 litres, est conçue pour le marché italien (en dehors de sa moindre consommation, sa petite cylindrée permet d'échapper à une nouvelle taxe de 17 % frappant les véhicules de plus de  2 l), alors que la P300 dispose d'un moteur amélioré de 3 litres de cylindrée. Les deux modèles ont aussi une meilleure finition que la P250.
L'Urraco P200, qui dispose avec son V8 de 1 994 cm3 du plus petit moteur jamais fabriqué par Lamborghini, est produite de 1975 à 1977 à 80 exemplaires. La P300, sera produite entre 1975 et 1979 à 205 exemplaires.
La version P300 se distingue par une distribution à quatre arbres à cames en tête et une alimentation à quatre carburateurs double-corps. Cette conception, plus sportive, permet à la voiture de dépasser les 260 km/h et de franchir les 1 000 mètres départ arrêté en à peine 26 secondes.

## Production
| Modèle | Moteur  | Cylindrée | Puissance (à 7 500 tr/min) | 0–100 km/h | Vitesse max. | Production |
| ------ | ------- | --------- | -------------------------- | ---------- | ------------ | ---------- |
| P250   | V8 OHC  | 2 463 cm3 | 217 ch                     | 6,9 s      | 240 km/h     | 520        |
| P111   | V8 OHC  | 2 463 cm3 | 180 ch                     | 10,1 s     | 225 km/h     | 21         |
| P200   | V8 OHC  | 1 994 cm3 | 180 ch                     | 7,2 s      | 215 km/h     | 80         |
| P300   | V8 DOHC | 2 966 cm3 | 247 ch                     | 5,6 s      | 260 km/h     | 205        |